# 5067 Оксиденталь
5067 Оксиденталь (5067 Occidental) — астероїд головного поясу, відкритий 19 липня 1990 року.
Тіссеранів параметр щодо Юпітера — 3,308.